# Bahnhof Hamburg-Hochkamp
Der Bahnhof Hamburg-Hochkamp ist ein Haltepunkt der S-Bahn Hamburg im Hamburger Stadtteil Nienstedten, der nach dem Wohngebiet Hochkamp benannt ist. Es verkehrt dort die Linie S1.

## Geschichte
Der Bahnhof wurde 1899 eröffnet. Als Arbeitsnamen waren vorher auch die Namen „Nienstedten“ und „Hohenfelde“ eine Option. Jedoch wurde der Name „Hochkamp“ gewählt, da die Haltestelle nicht zentral im Stadtteil Nienstedten liegt und um eine Verwechslung mit dem Stadtteil Hamburg-Hohenfelde zu vermeiden.
Der Bahnhof ist Namensgeber der umgebenden Villensiedlung Hochkamp.
Im März 2010 wurde ein Umbau des Bahnhofs beschlossen, der 2011 abgeschlossen wurde. Der Bahnhof wurde damit barrierefrei. Mit dem Umbau des Bahnsteigbelags verschwanden die großen Rosenbeete, die früher eine Besonderheit der Station darstellten. 
Wie auch an den Nachbarstationen Klein Flottbek, Othmarschen und Bahrenfeld bestand in Hochkamp eine kleine Bahnhofskneipe auf dem Bahnsteig.
Auch ein Stellwerk aus dem Jahr 1929 ist vorhanden, welches zeitweise noch in Betrieb ist.

## Lage
Der Haltepunkt verfügt über einen Mittelbahnsteig und liegt teilweise in Dammlage. Er hat einen Zugang, der barrierefrei ausgebaut ist. Es gibt eine Park-and-Ride-Anlage mit 93 Stellplätzen sowie eine Bike-and-Ride-Anlage mit 58 Stellplätzen in der Nähe des Bahnhofs.

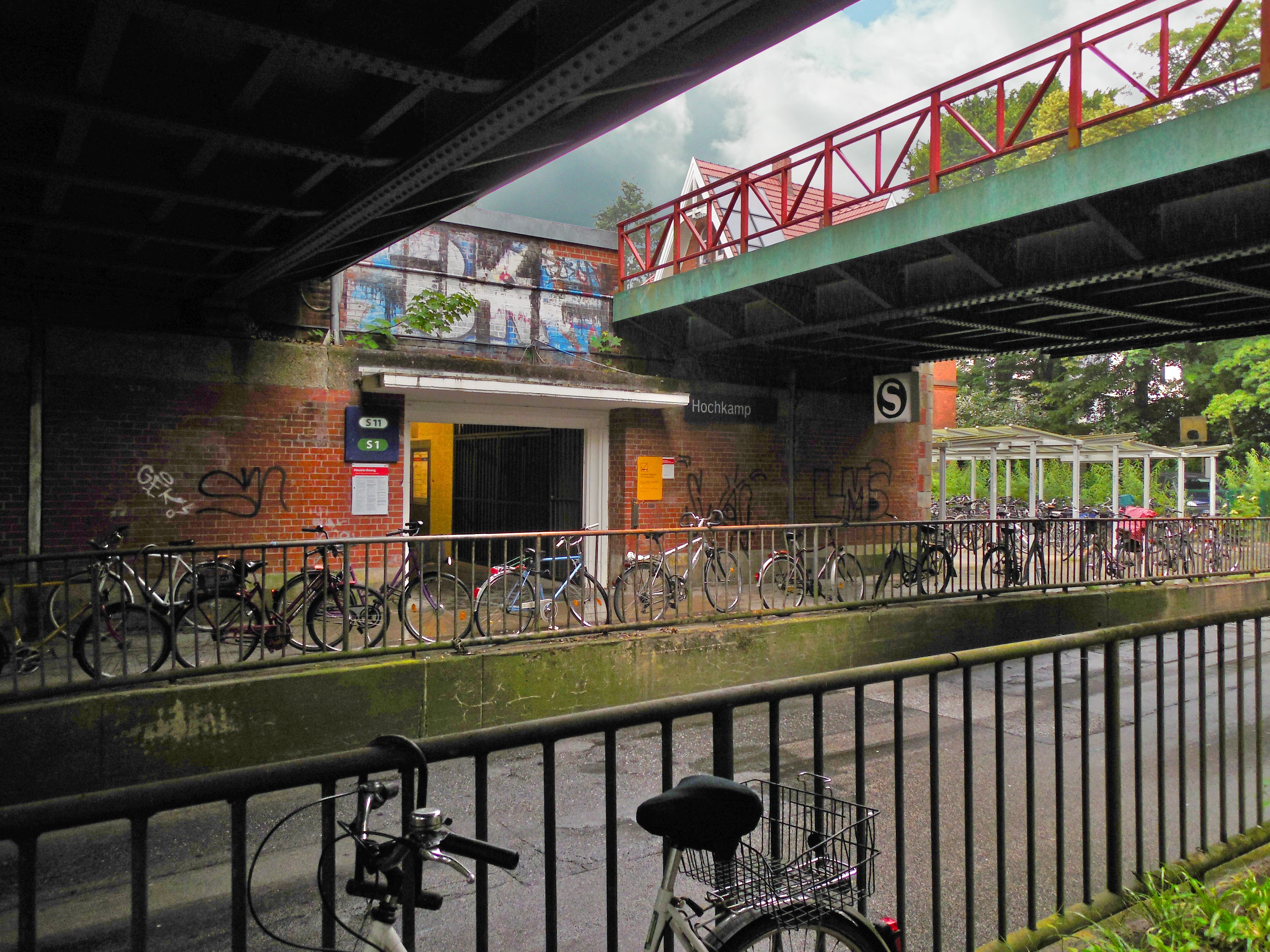
Der Zugang zum Bahnhof

## Verkehr
| Linie | Verlauf |
| ----- | --- |
| S 1   | Wedel – Rissen – Sülldorf – Iserbrook – Blankenese – Hochkamp – Klein Flottbek – Othmarschen – Bahrenfeld – Ottensen – Altona – Königstraße – Reeperbahn – Landungsbrücken – Stadthausbrücke – Jungfernstieg – Hauptbahnhof – Berliner Tor – Landwehr – Hasselbrook – Wandsbeker Chaussee – Friedrichsberg – Barmbek – Alte Wöhr (Stadtpark) – Rübenkamp – Ohlsdorf \ Streckenast Poppenbüttel – Kornweg (Klein Borstel) – Hoheneichen – Wellingsbüttel – Poppenbüttel / Streckenast Flughafen – Hamburg Airport (Flughafen) |

Die S1 fährt an der Haltestelle regulär im 10-Minuten-Takt und in der Hauptverkehrszeit im 5-Minuten-Takt.
Die Stadtbuslinie 392 hält auch am Bahnhof.